# スーダン・ポンド
スーダン・ポンド（アラビア語：جنيهسوداني）は、スーダン共和国の通貨。発行は、スーダン銀行（Bank of Sudan）。

## 歴史
2007年にそれまで使用されていた、スーダン・ディナールに代わり登場した。
2010年9月24日、日本の国民生活センターより日本国内においてイラク・ディナールと同様に詐欺事件が発生していると発表があった。